# Televisão digital

Um mapa representando os padrões de televisão digital terrestre

Televisão digital (DTV) é a transmissão de sinais de televisão usando codificação digital, em contraste com a tecnologia anterior de televisão analógica que usava sinais analógicos. Na época do seu desenvolvimento, foi considerado um avanço inovador e representou a primeira evolução significativa na tecnologia da televisão desde a televisão em cores na década de 1950. A televisão digital moderna é transmitida em televisão de alta definição (HDTV) com maior resolução do que a TV analógica. Normalmente usa uma proporção de tela widescreen (geralmente 16:9) em contraste com o formato mais estreito (4:3) da TV analógica. Faz uso mais econômico do escasso espaço do espectro de rádio; ele pode transmitir até sete canais na mesma largura de banda de um único canal analógico e oferece muitos recursos novos que a televisão analógica não consegue. A transição da transmissão analógica para a digital começou por volta de 2000. Diferentes padrões de transmissão de televisão digital foram adotados em diferentes partes do mundo; abaixo estão os padrões mais amplamente usados:
- Transmissão de Vídeo Digital (DVB, sigla em inglês) usa modulação codificada de multiplexação por divisão de frequência ortogonal (OFDM, sigla em inglês) e suporta transmissão hierárquica. Este padrão foi adotado na Europa, África, Ásia e Austrália, num total de aproximadamente 60 países.
- O padrão Comitê de Sistema Avançado de Televisão (ATSC, sigla em inglês) usa banda lateral vestigial de oito níveis (8VSB) para transmissão terrestre. Este padrão foi adotado por 9 países: Estados Unidos, Canadá, México, Coreia do Sul, Bahamas, Jamaica, República Dominicana, Haiti e Suriname.
- Radiodifusão Digital de Serviços Integrados (ISDB, sigla em inglês) é um sistema projetado para fornecer boa recepção a receptores fixos e também a receptores portáteis ou móveis. Ele utiliza OFDM e intercalação bidimensional. Ele suporta transmissão hierárquica de até três camadas e usa vídeo MPEG-2 e Advanced Audio Coding. Este padrão foi adotado no Japão e nas Filipinas. ISDB-T International é uma adaptação deste padrão usando H.264/MPEG-4 AVC, que foi adotado na maior parte da América do Sul, bem como em Botswana e Angola.
- Transmissão multimídia terrestre digital (DTMB, sigla em inglês) adota a tecnologia OFDM síncrona no domínio do tempo (TDS) com um quadro de sinal pseudo-aleatório para servir como intervalo de guarda (GI) do bloco OFDM e do símbolo de treinamento. O padrão DTMB foi adotado na China, incluindo Hong Kong e Macau.[3]
- Digital Multimedia Broadcasting (DMB) é uma tecnologia de transmissão de rádio digital desenvolvida na Coreia do Sul[4][5][6] como parte do projeto nacional de tecnologia da informação para envio de multimídia como TV, rádio e transmissão de dados para dispositivos móveis, como telefones celulares, laptops e sistemas de navegação GPS.

## História

### Contexto
As raízes da televisão digital estão ligadas à disponibilidade de computadores baratos e de alto desempenho. Foi somente na década de 1990 que a TV digital se tornou uma possibilidade real. A televisão digital anteriormente não era praticamente viável devido aos requisitos de largura de banda impraticavelmente elevados do vídeo não compactado, exigindo cerca de 200 Mbit/s para um sinal de televisão de definição padrão (SDTV) e mais de 1 Gbit/s para televisão de alta definição (HDTV).

### Desenvolvimento
Em meados da década de 1980, a Toshiba lançou um aparelho de televisão com capacidades digitais, usando chips de circuito integrado, como um microprocessador, para converter sinais de transmissão de televisão analógica em sinais de vídeo digital, possibilitando recursos como congelamento de imagens e exibição de dois canais ao mesmo tempo. Em 1986, a Sony e a NEC Home Electronics anunciaram seus próprios aparelhos de TV semelhantes com recursos de vídeo digital. No entanto, eles ainda dependiam de sinais de transmissão de TV analógica e as verdadeiras transmissões de TV digital ainda não estavam disponíveis na época.
Um serviço de transmissão de TV digital foi proposto em 1986 pela Nippon Telegraph and Telephone (NTT) e pelo Ministério dos Correios e Telecomunicações do Japão, onde havia planos para desenvolver um serviço de "Sistema de Rede Integrado". No entanto, não foi possível implementar na prática tal serviço de TV digital até que a adoção de formatos de compressão de vídeo DCT com compensação de movimento, como o MPEG, tornou isso possível no início da década de 1990.
Entre 1988 e 1991, várias organizações europeias trabalharam em padrões de codificação de vídeo digital baseados em DCT para SDTV e HDTV. O projeto EU 256 do CMTT e do ETSI, juntamente com a pesquisa da emissora italiana RAI, desenvolveu um codec de vídeo DCT que transmite SDTV a 34 Mbit/s e HDTV com qualidade quase de estúdio em cerca de 70 – 140 Mbit/s. A RAI demonstrou isso com uma transmissão da Copa do Mundo FIFA de 1990.

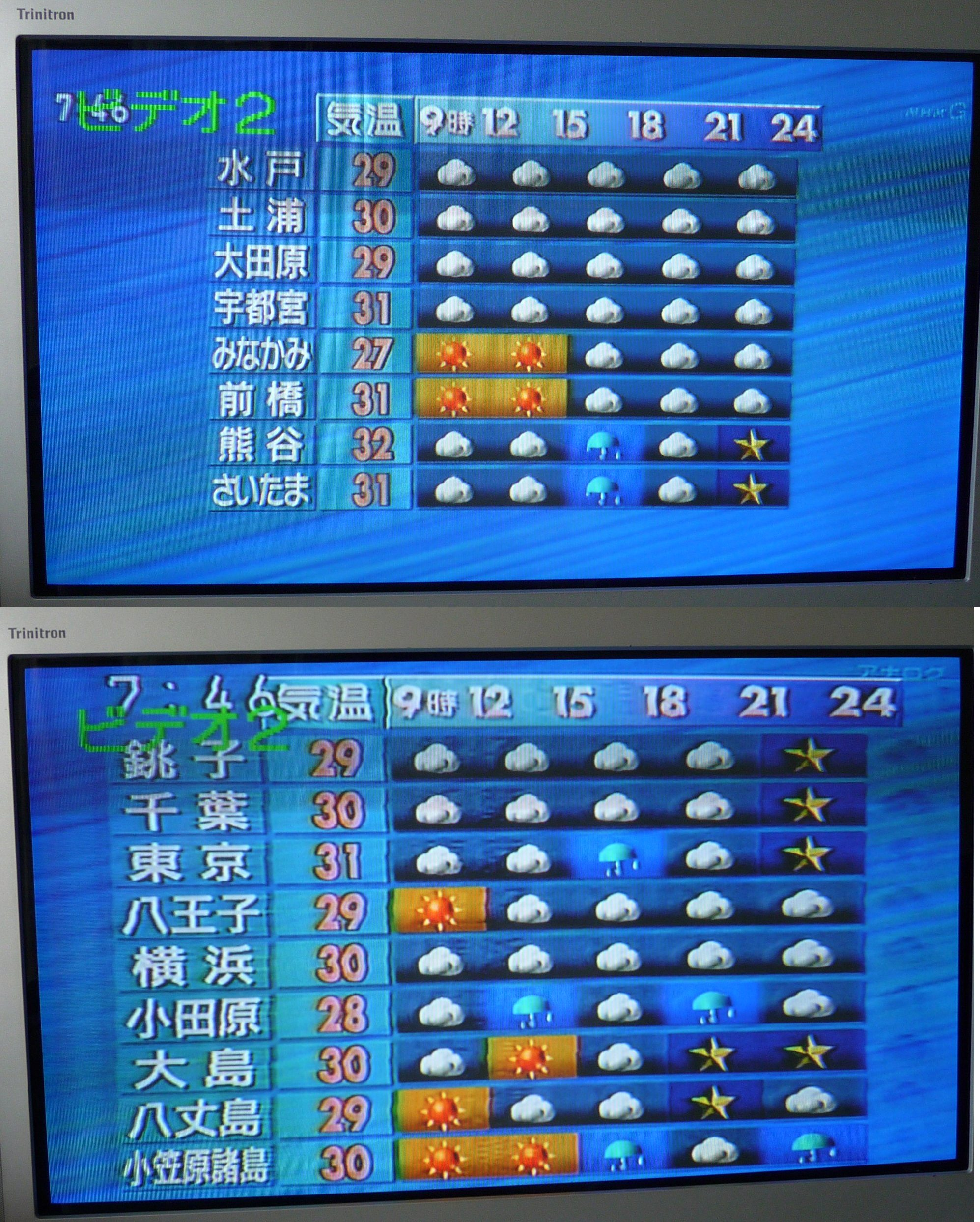
Comparação da qualidade de imagem entre ISDB-T (transmissão 1080i, superior) e NTSC (transmissão 480i, inferior)

Em março de 1990, quando se tornou claro que um padrão digital era viável, a Comissão Federal de Comunicações (FCC, sigla em inglês) dos Estados Unidos tomou uma série de decisões críticas. Primeiro, a comissão declarou que o novo padrão de TV deve ser mais do que um sinal analógico aprimorado, mas ser capaz de fornecer um sinal HDTV genuíno com pelo menos o dobro da resolução das imagens de televisão existentes. Então, para garantir que os telespectadores que não desejassem comprar um novo aparelho de televisão digital pudessem continuar a receber transmissões de televisão convencionais, determinou que o novo padrão ATV deveria ser capaz de ser transmitido simultaneamente em diferentes canais. O novo padrão ATV também permitiu que o novo sinal DTV fosse baseado em princípios de design inteiramente novos. Embora incompatível com o padrão NTSC existente, o novo padrão DTV seria capaz de incorporar muitas melhorias.
O padrão final adotado pela FCC não produziu um padrão universal para formatos de digitalização, proporções de aspecto ou linhas de resolução. Este resultado resultou de uma disputa entre a indústria eletrônica de consumo (a que se juntaram algumas emissoras) e a indústria informática (a que se juntaram a indústria cinematográfica e alguns grupos de interesse público) sobre qual dos dois processos de digitalização – entrelaçado ou progressivo – é superior. A varredura entrelaçada, que é usada em televisões em todo o mundo, varre primeiro as linhas pares e depois as ímpares. A varredura progressiva, que é o formato usado em computadores, escaneia linhas em sequências, de cima para baixo. A indústria de computadores argumentou que a varredura progressiva é superior porque a imagem não treme como a varredura entrelaçada. Argumentou também que a digitalização progressiva permite conexões mais fáceis com a Internet e é mais barata para converter para formatos entrelaçados do que vice-versa. A indústria cinematográfica também apoiou a digitalização progressiva porque oferece um meio mais eficiente de converter a programação filmada em formatos digitais. Por seu lado, a indústria eletrônica de consumo e as emissoras argumentaram que a digitalização entrelaçada era a única tecnologia que poderia transmitir imagens da mais alta qualidade então (e atualmente) viável, ou seja, 1.080 linhas por imagem e 1.920 pixels por linha. As emissoras também favoreceram a varredura entrelaçada porque seu vasto arquivo de programação entrelaçada não é facilmente compatível com um formato progressivo.

### Lançamentos inaugurais
A DirecTV nos Estados Unidos lançou a primeira plataforma comercial de satélite digital em maio de 1994, usando o padrão Digital Satellite System (DSS). As transmissões digitais a cabo foram testadas e lançadas nos EUA em 1996 pela TCI e pela Time Warner. A primeira plataforma digital terrestre foi lançada em novembro de 1998 como ONdigital no Reino Unido, utilizando o padrão DVB-T.

## Detalhes técnicos

### Largura de banda
A capacidade de um canal de televisão digital pode subdividir-se em múltiplos sub-canais para transmitir diversa informação de vídeo em distintas resoluções para dispositivos fixos e móveis, áudio e outros dados, ao contrário do que ocorre nos sistemas analógicos tradicionais. Quando uma banda de frequência contém múltiplos sub-canais denomina-se-lhe multiplex.

### Receção e interatividade
A interatividade permite que o espetador aceda a um amplo conjunto de serviços públicos ou privados através do recetor para além de lhe permitir decidir se quere ou não ver as mensagens de texto que os usuários enviam aos programas. A televisão digital interativa é uma realidade da chamada "sociedade da informação" que funciona a partir da difusão de televisão direta, redes a cabo e televisão digital terrestre, juntamente com a melhoria da qualidade de recepção e visualização dos sinais de televisão, dos sistemas de interação digital e da recepção portátil e móvel do sinal de televisão.
O teletexto digital é um serviço melhorado baseado em XHTML e CSS. Na Finlândia, usa-se uma plataforma multimédia chamada DVB-MHP para o teletexto digital, enquanto que no Reino Unido usa-se MHEG-5. Apesar dos padrões de televisão digital terem prevista a interatividade, para que esta seja completa necessita-se de um canal de retorno, através duma conexão à Internet, quer seja via modem ou através duma conexão de banda larga. Em 2009, desenvolveu-se na Europa um novo sistema de televisão interativa baseada na receção híbrida HbbTV (DVB-internet) que permite interatuar em tempo real, conteúdos de televisão a pedido do usuário. Existe também o serviço de legendagem para pessoas com problemas auditivos.

## Medição de audiência

### Brasil
Com a chegada do novo sistema de transmissão, é necessária também uma nova forma de se medir a audiência televisiva das emissoras. Para isso, o Ibope, maior instituto de pesquisa desta área do país, adotará o aparelho DIB 6, nova versão do aparelho medidor DIB 4, utilizado na forma de medição de televisão analógica People Meter. De acordo com o Ibope, esta tecnologia permite conhecer também a preferência dos telespectadores no computador e no celular através de um software instalado nos mesmos.

### Portugal
A rede analógica foi desligada no dia 26 de abril de 2012. Em Portugal, a situação da Televisão Digital está sem grandes desenvolvimentos. Com a possível privatização da RTP e outros fatores, o lançamento da TDT foi mal aproveitado. Contudo, já os quatro principais canais generalistas transmitem os seus conteúdos na integridade em 16:9, mas nenhum deles em alta definição (HD). Com a existência de apenas um canal em HD (Canal 6) as transmissoras não chegam a um consenso e o canal permanece a preto. A RTP, recusou-se, em 2012, a transmitir os Jogos Olímpicos de Londres em HD na TDT, enquanto que a PT pagou uma elevada quantia para poder transmitir o mesmo evento por cabo na RTP HD. A 27 dezembro de 2012, o Canal Parlamento começou a ser transmitido na posição 5. Entretanto, foi anunciado pelo governo português que existe a intenção de alargar a oferta da TDT em mais quatro canais, com a inclusão da RTP3, da RTP Memória e de mais dois canais de cariz privado, que vão ser lançados em concurso. A previsão de alargamento, segundo estimativas do executivo, é de Julho de 2016.